# Sergej Nikolaevič Sverbeev
Sergej Nikolaevič Sverbeev, in russo Сергей Николаевич Свербеев? (25 aprile 1857 – Berlino, 4 aprile 1922), è stato un diplomatico russo.
Fu ambasciatore presso l'Impero tedesco durante la Crisi di luglio.

## Biografia
Sergej Nikolaevič Sverbeev era figlio dell'importante funzionario amministrativo Nikolaj Dmitrievič Sverbeev (1829-1860) e della principessa Zinaida Sergeevna Trubeckaja (1837-1924).
Sverbeev iniziò la sua carriera presso il Ministero dell'Interno, ma si trasferì nel 1885 alla sede del Ministero degli Esteri. Nel 1888 divenne Terzo segretario al ministero degli Esteri. Nel 1891 fu nominato vicesegretario presso l'ambasciata russa a Copenaghen, nel 1894 Secondo segretario dell'ambasciata a Vienna e nel 1896 Primo Segretario dell'Ambasciata di Monaco di Baviera. Tra il 1898 e il 1904 tornò a Vienna, inizialmente come Primo segretario, poi come consigliere. Nel 1910 fu inviato come plenipotenziario straordinario e ministro ad Atene.
Nel 1912 successe al defunto Nikolaj von der Osten-Sacken all'ambasciata di Berlino. In questo periodo divenne presidente onorario della Confraternita ortodossa del principe Vladimir. Sostenne i piani degli altri membri dell'organizzazione per la costruzione di una cattedrale ortodossa a Berlino, progetti che furono troncati dallo scoppio della prima guerra mondiale.
All'apertura delle ostilità tra Germania e Russia, il 3 agosto 1914, lasciò Berlino insieme all'intero corpo diplomatico russo e tornò con un treno speciale a San Pietroburgo passando da Copenaghen e Stoccolma.
Dopo la Rivoluzione d'ottobre fuggì a Berlino, dove morì nel 1922; fu sepolto nel cimitero russo della città.

### Vita privata
Sverbeev sposò Anna Vasil'evna Bezobrazova e da lei ebbe un figlio, Sergej Sergeevič (1897-1966).